# Glomeridèsmides
Els glomeridèsmides (Glomeridesmida) són un ordre de diplòpodes quilognats de la infraclasse Pentazonia. És l'únic ordre viu del superordre Limacomorpha.
Els glomeridesmides són petits (menys de 15 mm) i una mica aplanats, posseeixen 22 segments corporals i, a diferència d'altres ordres de Pentazonia, són incapaços d'enrotllar-se en forma de bola. No tenen ocels.
Els glomeridesmidans viuen a les regions tropicals del Nou Món, al sud-est asiàtic, a l'Índia i Oceania. Es coneixen dues espècies cavernícoles i, com altres animals troglobis, són translúcids per pèrdua de pigment. Les cinc espècies conegudes de Termitodesmus (que constitueixen la família Termitodesmidae) tenen una relació comensal amb els tèrmits.

## Taxonomia
L'ordre Glomeridesmida conté dues famílies i almenys 36 espècies:
- Família Glomeridesmidae Latzel, 1884 - 31 espècies; Índia, Sud i Centre-Amèrica.
- Família Termitodesmidae Silvestri, 1911 - 5 espècies; Índia, Sri Lanka, Vietnam.